# Brutal Youth
Brutal Youth (engl., „Brutale Jugend“) ist ein Musikalbum von Elvis Costello, das am 8. März 1994 bei Warner Bros. erschien. Das Album wird primär dem Genre der Rockmusik zugerechnet, enthält jedoch auch Elemente aus Pop und Punkrock. Es steht auf der Liste der 1001 Alben, die man hören muss, bevor man stirbt.

## Produktion
Cover und Plattenfirma geben nur Elvis Costello als Künstler an, da alle Songs aus seiner Feder stammen. Es ist jedoch de facto eine Wiedervereinigung Costellos mit The Attractions. Das Guinness-Buch der britischen Hits listet in seiner Hitnotierung Elvis Costello and the Attractions als Künstler. Die Attractions-Mitglieder Steve Nieve (Tasteninstrumente) und Pete Thomas (Schlaginstrumente) spielen auf allen Stücken des Albums; Attractions-Bassist Bruce Thomas ist auf den Liedern 3, 4, 6, 9 und 10 zu hören. Auf den Stücken 2 und 8 vertritt ihn Costello selbst, auf den anderen Stücken der Produzent früherer Alben von Elvis Costello and the Attractions, Nick Lowe. Seit 1986 (Blood and Chocolate) war es die erste Langspielplatte Costellos mit seiner Band; die zwischenzeitlichen Alben waren mit Sessionmusikern eingespielt worden.

## Musikalische Beschreibung
Wie die Besetzung ist auch der Sound von Brutal Youth eine Reminiszenz an die früheren Jahre der Karriere Elvis Costellos; orchestrale Unterstützung oder Kammermusik-Begleitung – wie auf dem ein Jahr zuvor veröffentlichten The Juliet Letters, das mit dem Brodsky Quartet eingespielt worden war – fehlen. Brutal Youth führt schon in der Coverart, mit Schwarz-Weiß-Fotos des jungen Declan MacManus aus den Jahren 1958 und 1963, zurück in Costellos Jugend – symbolisch für die Rückkehr zum Rock ’n’ Roll, die Costello und seine Band hier vollführen. Costello wäre aber nicht Costello, wenn er nicht eine „aromatische Mischung aus Country & Western, Rhythm & Blues, Balladen, Soul, Folk“ präsentierte. „Als hätte kein Moment der Auflösung stattgefunden, inszenieren die Attractions für Costellos wieder einmal exorbitantes Songwriting geniale Soundkulissen“, urteilt der Kritiker von Intro. Der Kritiker des All Music Guide sieht einen Mangel darin, dass Mitchell Froom die Platte sehr zurückhaltend produzierte. Er glaubt, hätte Nick Lowe neben seinem Bassgitarrenspiel auch die Produktion übernommen, wäre Brutal Youth noch rockiger geworden.

## Titelliste
1. Pony St. – 3:21
2. Kinder Murder – 3:24
3. 13 Steps Lead Down – 3:16
4. This Is Hell – 4:27
5. Clown Strike – 4:03
6. You Tripped at Every Step – 4:11
7. Still too Soon to Know – 2:19
8. 20% Amnesia – 3:25
9. Sulky Girl – 5:05
10. London’s Brilliant Parade – 4:22
11. My Science Fiction Twin – 4:10
12. Rocking Horse Road – 4:03
13. Just about Glad – 3:14
14. All the Rage – 3:52
15. Favourite Hour – 3:31

## Veröffentlichungen und Charterfolge
Brutal Youth stieg am 19. März 1994 in die britischen Albumcharts ein; in seiner kurzen, fünfwöchigen Chartkarriere erreichte es Platz 2. In den Billboard 200 kam das Album bis auf Platz 34. Zwei Singles und der Titeltrack einer EP wurden in Großbritannien aus dem Album ausgekoppelt. Am 5. März 1994 bereits stieg Sulky Girl in die britische Single-Hitparade ein und erreichte Platz 22; Ende April 1994 folgte 13 Steps Lead Down, das Platz 59 erreichte, und am 26. November 1994 kam die EP London’s Brilliant Parade mit dem Titelsong vom Album auf Platz 48.